# Roodepoort
Roodepoort ist eine Stadt in der südafrikanischen Provinz Gauteng. Sie gehört zur Metropolgemeinde City of Johannesburg und liegt nordwestlich der Johannesburger Innenstadt.

## Name
Der Name Roodepoort stammt aus dem Niederländischen und bedeutet „Rotes Tor“, nach der dort vorhandenen roten Erde.

## Geographie
Roodeport liegt am Westende des Witwatersrand. 2001 zählte die Stadt 326.416 Einwohner.

## Geschichte
Nachdem im Jahre 1884 die Gebrüder Struben auf einer nahegelegenen Farm Gold entdeckt hatten, wurde die Erlaubnis erteilt, dieses abzubauen, was den Beginn des Bergbaus in der Region bedeutete. Aufgrund der Goldfunde kam es zu einer verstärkten Ansiedlung von Goldgräbern in den Orten Roodepoort, Florida, Hamberg und Maraisburg, die später zu einem Ort zusammenwuchsen. Obwohl die Goldförderung hier langfristig nicht lohnte, entwickelte sich der Ort rasch weiter.
1904 wurde die Roodepoort Municipality gegründet. 1977 erhielt das Gebiet des heutigen Roodepoort unter dem Namen Roodepoort-Maraisburg die Stadtrechte.
Roodepoort hat seit 2000 keine eigenständige Stadtverwaltung mehr, sondern ist Teil des Bezirks 5 der Greater Johannesburg Metropolitan Municipality.
Roodepoort zählt zu den am schnellsten wachsenden Städten Südafrikas. Dies ist hauptsächlich der wachsenden schwarzen Mittelschicht in der Region und in Johannesburg zuzuschreiben, aber auch der 2001 gegründeten Monash South Africa, einer Zweigstelle der australischen Universität Monash University.

## Sehenswürdigkeiten
Roodepoort ist wegen seines rund 300 Hektar großen Botanischen Gartens bekannt, der zu Ehren des ANC-Mitglieds Walter Sisulu Walter Sisulu National Botanical Garden heißt. Vormals hieß er Witwatersrand Botanical Gardens.

## Söhne und Töchter der Stadt
- Leonard Sachs (1909–1990), südafrikanisch-britischer Schauspieler
- Christiaan Frederick Beyers Naudé (1915–2004), südafrikanischer Theologe und Anti-Apartheid-Aktivist
- Anselm van der Linde (* 1970), südafrikanischer Abt in Österreich